# Mam Tor
Mam Tor ist ein 517 m ASL hoher Berg nordwestlich von Castleton in Derbyshire in England. Das Hillfort auf dem Gipfel ist der einzige ausgegrabene Großhügel im Peak District. Der Hügel wird gekrönt von einem einfach umwallten Hillfort aus der späten Bronze- und frühen Eisenzeit. Auf dem Gipfel wurden die Reste zweier frühbronzezeitlicher Grabhügel entdeckt, die älter als das Hillfort sind.
Auf dem Mam Tor befand sich zunächst ein Hillfort bzw. ein durch Palisade und Graben geschützter Ort, der sich zur Hügelsiedlung mit befestigten Zugängen entwickelte. Die zungenförmigen Erdwerke, die noch um den größten Teil des Hügels sichtbar sind, umschließen eine Fläche von etwa 5,0 Hektar und bestehen aus einem Wall, einem Außengraben und einem weiteren Wall, der möglicherweise erst beim Reinigen des Grabens angelegt wurde. Die Spuren der beiden Zugänge sind auf den Wegen zu sehen, die von Mam Nick und Hollins Cross nach Südwesten und Norden führen.
Am Fuß des Tors bzw. in seiner Nähe befinden sich vier Schauhöhlen: Blue John Cavern,  Peak Cavern (auch Devil’s Arse), Speedwell Cavern und Treak Cliff Cavern, in denen Blei, das Mineral Derbyshire Spar (Blue John), Flussspat und andere Mineralien abgebaut wurden.
Mam Tor besteht aus etwa 320 Millionen Jahre alten Gesteinen der Karbonzeit. Die Basis besteht aus schwarzen Schiefern aus dem Serpukhovium, die von Sandstein-Formationen des Bashkiriums überlagert werden.

Mam Tor
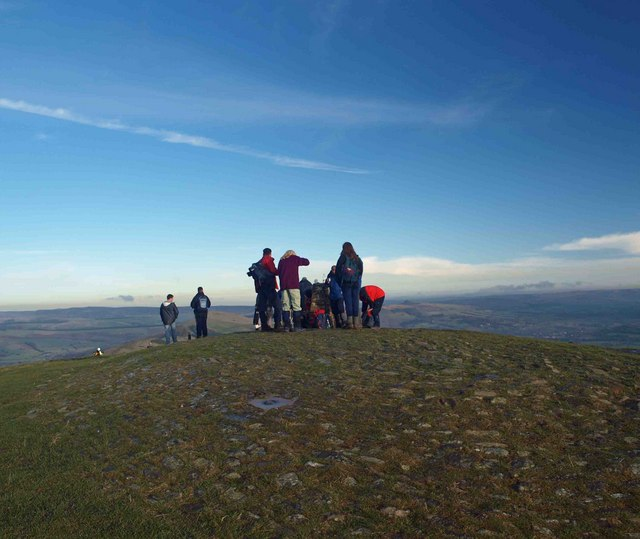
Auf der Spitze des Tors
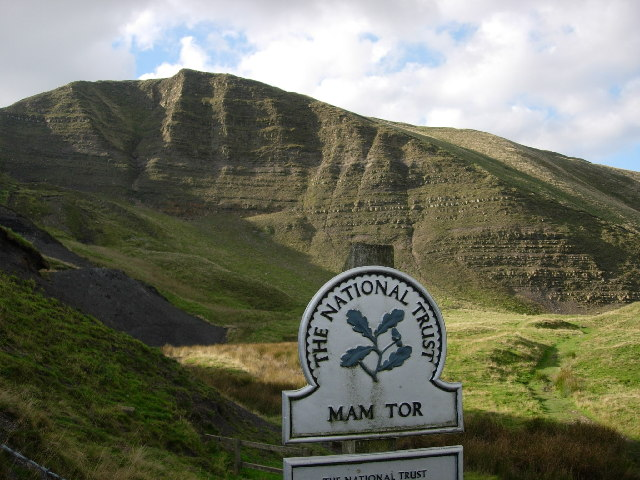
Hinweisschild des National Trust am Fuß des Tors
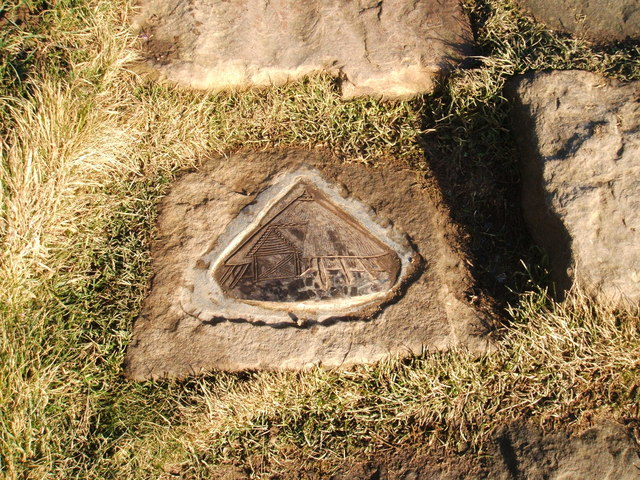
Stein auf dem Weg zum Hügel mit Darstellung einer eisenzeitlichen Hütte
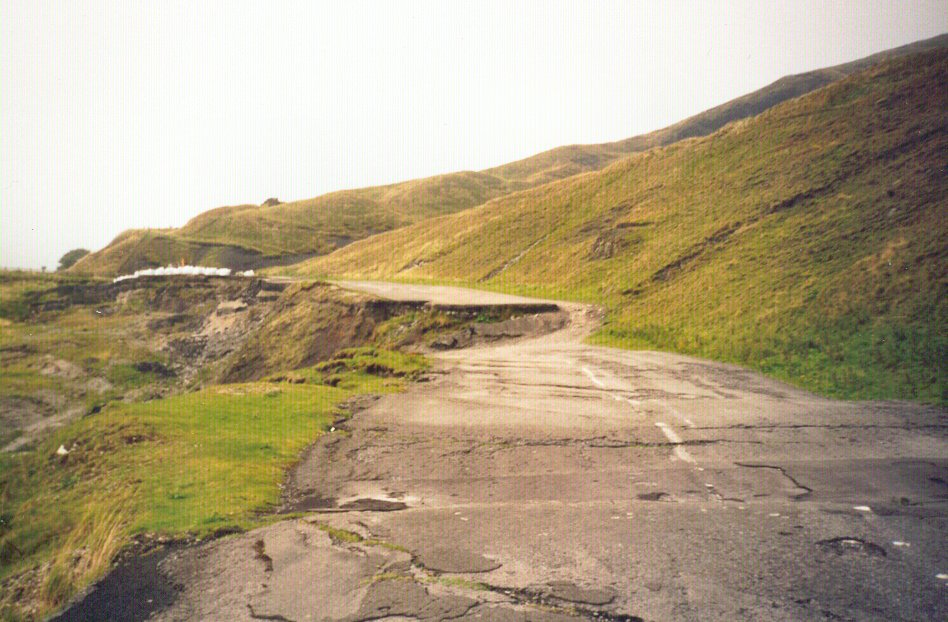
Aufgegebene Straße
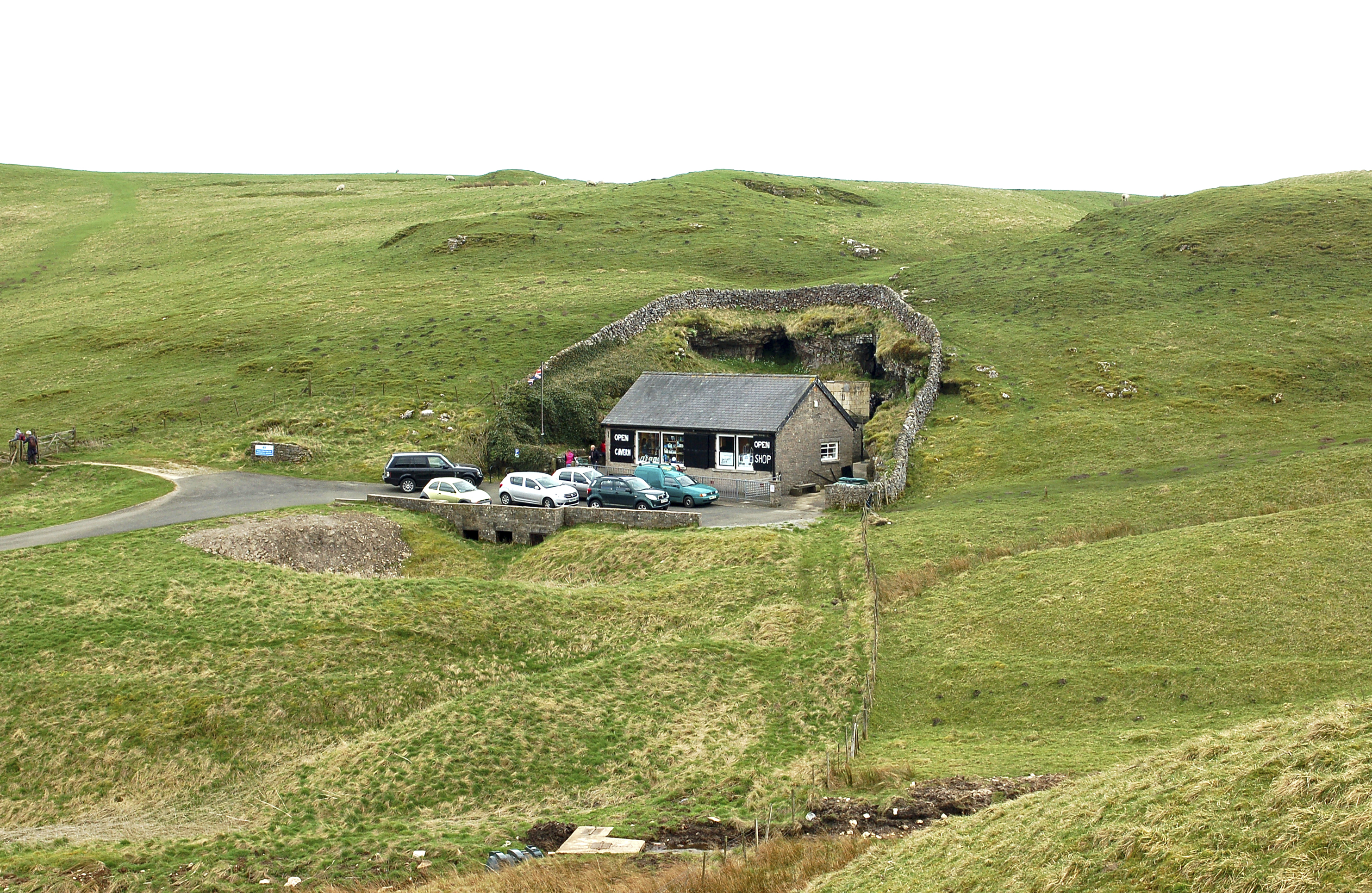
Eingang zur Blue John Cavern
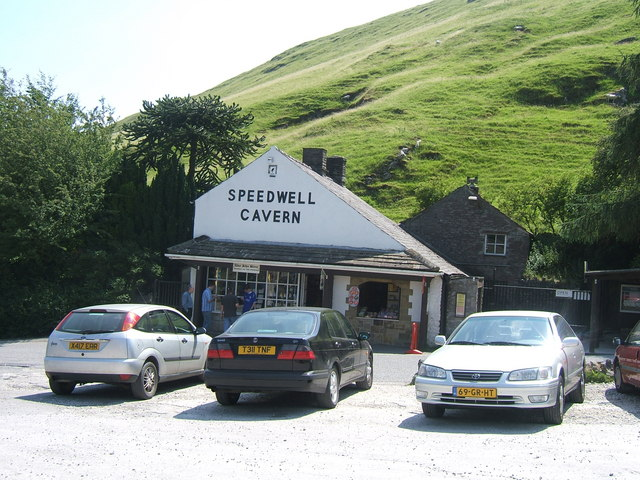
Eingang zur Speedwell Cavern

Der Name Mam Tor bedeutet „Mutterhügel“, weil Erdrutsche an seiner Ostflanke zu einer Vielzahl von „Minihügeln“ führten. Die durch instabile Schieferschichten verursachten Erdrutsche, gaben dem Hügel seinen alternativen Namen Shivering Mountain. 1979 ging der Kampf um die Erhaltung der Straße A625 (Sheffield - Chapel en le Frith) auf der östlichen Seite des Hügels verloren, als die Straße offiziell geschlossen werden musste.